# Else Marie Friis
Else Marie Friis, född 18 juni 1947 i Holstebro, Danmark, är en dansk paleontolog  och professor emerita vid institutionen för geovetenskap vid Århus universitet. Hennes arbete har varit grundläggande i den fylogenetiska analysen av angiospermer, med utbredd tillämpning på reproduktionsbiologi. Hon invaldes 1996 som utländsk ledamot av Kungliga Vetenskapsakademien.

## Biografi
Friis är dotter till bokhandlaren Poul Friis och Marie Møller och växte upp i Skive och tog examen vid Viborg katedralskole 1966. Hon arbetade som au-pair i Paris i ett år och blev intresserad av geologi då hennes bror Henrik var student i ämnet. Detta inspirerade henne att bli assistentlärare i botanik och geologi 1971.
År 1975 tog hon en magisterexamen i naturvetenskap och 1980 en licentiatexamen i naturvetenskap, båda från Aarhus universitet. 

## Karriär och vetenskapligt arbete
Friis intresseområde är reproduktionsbiologi, fylogeni och paleoekologi hos blommande växter baserade på växtförökningsmaterial från kritaperioden. Tidigt i sin karriär började hon forska om brunkol och var involverad i fältarbete i brunkolsgruvorna på Mellersta Jylland från 1968 till 1972. Hon var intresserad av Danmarks ekologi och klimat i mellersta miocen och skrev sin licentiatavhandling i detta ämne.
Åren 1980 till 1981 arbetade hon i London som British Council Research Scholar och bytte forskningsintresse efter att den svenska forskaren Annie Skarby upptäckt sällsynta fossiliserade blommor från kritaperioden.
Hon återvände till Århus universitet 1981 och var 1987 med och publicerade boken The Origins of Angiosperms and Their Biological Consequences. Hon blev chef för paleobotanik vid Naturhistoriska riksmuseet i Stockholm senare samma år.
År 1999 blev hon hedersdoktor vid Uppsala universitet och gästprofessor vid Zürichs universitet.

## Utmärkelser och hedersbetygelser
- Hedersdoktor vid Uppsala universitet,  1999[2]
- Danmarks Geologipris, med  Kaj Raunsgaard Pedersen,  24 mars 2011[6]
- Riddare av 1. klass av Nordstjärneorden,  2015
- Utländsk ledamot av Royal Society,  2020[7]
- Lapworth Medal,  2023

[Redigera Wikidata]
Friis är medlem i:
- American Academy of Arts and Sciences
- Kungliga Danska Vetenskapsakademien
- Kungliga Vetenskapsakademien
- Kungliga Fysiografiska Sällskapet i Lund
- Norska vetenskapsakademien
- Chinese Academy of Sciences[11]

Hon har fått:
- Hans Grammedalj från Det Kongelige Danske Vetenskapsakademi 1985
- Nils Rosén Linnés pris i botanik från Kungliga Fysiografiska Sällskapet 1992
- Rolf Dahlgrens pris i botanik från Kungliga Fysiografiska Sällskapet 2005
- Danmarks geologipris 2011 med Kaj Raunsgaard Pedersen från *Danmarks och Grönlands geologiska undersökning
- Linnés guldmedalj från Kungliga Vetenskapsakademien 2014
- Riddare 1:a klass av Polarstjärneorden

Dessutom utsågs hon till årets geolog 2005 av Sveriges Vetenskapsmäns riksförbund.